# Aleksander Mirecki
Antoni Aleksander Mirecki (ur. 13 kwietnia 1809 w Chrzanowie, zm. 18 listopada 1882 w Madrycie) – polski skrzypek i nauczyciel muzyki we Francji.

## Życiorys
Urodził się w roku 1809 w Chrzanowie, ale od dzieciństwa mieszkał wraz z rodzicami w Krakowie, gdzie uczył się gry na skrzypcach (jego ojciec był bratem przyrodnim pedagoga i kompozytora Franciszka Wincentego Mireckiego). W roku 1826 wyjechał do Warszawy, gdzie wstąpił do Szkoły Podchorążych. Brał czynny udział w powstaniu listopadowym i odznaczył się w obronie Warszawy.
Po upadku powstania udał się na emigrację do Francji, gdzie dotarł z końcem 1831 roku. Uczestniczył w życiu politycznym Wielkiej Emigracji jako członek stronnictwa księcia Czartoryskiego, zwanego Hotelem Lambert.
Na początku lat czterdziestych wyjechał na południe Francji i osiedlił się najpierw w Pau, a następnie w Tarbes (Gaskonia), jako nauczyciel muzyki. 28 października 1844 roku pojął za żonę hugenotkę Marie Zelinne Larramat, z którą miał troje dzieci: synów Maurice’a Mireckiego (1845) i Victora (1847) oraz córkę Françoise (1850). W roku 1857 Mirecki objął stanowisko pierwszego skrzypka w konserwatorium w Bordeaux, dokąd przeprowadził się wraz z rodziną i gdzie mieszkał aż do przejścia na emeryturę.
Mirecki przyjaźnił się ze znanymi skrzypkami francuskimi, Adrienem-François Servaisem i Henri Vieuxtempsem. Pod ich wpływem zaczął kształcić swych synów na muzyków. W roku 1881 wyjechał wraz z żoną do Madrytu, gdzie zamieszkali u sławnego już wówczas syna Victora. Mirecki-ojciec zmarł 18 listopada 1882 roku i został pochowany w stolicy Hiszpanii.